# Geo
Pour les articles homonymes, voir GEO.
Geo était une marque de voiture américaine qui appartenait à General Motors. La marque est apparue en 1989 aux États-Unis et elle fut absorbée par Chevrolet en 1998. Son slogan était « Get to know Geo ». À l'origine, Geo avait été formé pour rivaliser avec les véhicules importés sur le marché nord-américain dans les années 1980, qui gagnaient du terrain chaque année. La marque vécut jusqu'en 1997, année après laquelle les modèles furent rebadgés avec la marque Chevrolet. Dans les années 1990, l'intérêt du consommateur pour les petites voitures économiques diminua, et le dernier véhicule conçu par Geo, le Tracker, disparut en 2004. Au Canada, une autre marque, Asüna, fut introduite en 1992, pour permettre aux revendeurs Pontiac-Buick-GMC d'accéder à une gamme similaire.

## Usines
La plupart des modèles Geo étaient fabriqués par General Motors en collaboration avec les constructeurs japonais. La Prizm était produite à l'usine NUMMI à Fremont, en Californie. Cette usine était la première à être utilisée par deux entreprises différentes (GM et Toyota) non associées financièrement aux États-Unis. Les modèles Metro et Tracker étaient fabriqués à l'usine GM/Suzuki CAMI à Ingersoll en Ontario. Les seules exceptions étaient la Spectrum et la Storm qui étaient entièrement fabriqués par Isuzu. Les Metro cabriolet, et plus tard les Tracker étaient construits par Suzuki au Japon.

## Logo
Le logo Geo était basé sur le logo Chevrolet : le dièdre Chevrolet était placé dans le O de Geo.

## Modèles
- Geo Metro, une sous-compacte de type bicorps (hatchback) disponible avec deux ou quatre portes et une décapotable deux places. C'était pratiquement le même véhicule que la Suzuki Swift, Pontiac Firefly et Chevrolet Sprint.
- Geo Spectrum, une compacte qui venait du modèle Isuzu Gemini.
- Geo Tracker, un véhicule tout-terrain basé sur le Suzuki Sidekick.
- Geo Prizm, une berline basée sur la Toyota Corolla.
- Geo Storm, un coupé basé sur la Isuzu Impulse.

Les années récentes ont vu diminuer l'intérêt des consommateurs nord-américains pour les véhicules compacts et économiques, et le dernier modèle survivant de l'ère Geo, le Prizm, a été arrêté en 2002.

## Devenir de la marque
Avec la montée des prix de l'essence de 2004 et 2005, les consommateurs ont commencé à réclamer de plus petites voitures, et bien que Geo ne soit plus sur le marché, General Motors s'est remis à vendre des véhicules importés portant la bannière Chevrolet, en prenant des véhicules de sa division Daewoo; la Chevrolet Aveo qui en résulte pourrait être successeur de la Geo Metro.